# Bomis
Bomis — інтернет-компанія, заснована 15 листопада 1996 року. Основним її заняттям був продаж реклами на пошуковому порталі Bomis.com.

## Історія
Була заснована Джиммі Вейлзом і Тімом Шеллом і забезпечувала підтримку для некомерційних енциклопедичних проєктів — Нупедії і Вікіпедії. На даний момент[коли?] Тім Шелл є генеральним директором компанії Bomis.
На сайті Bomis.com компанія створювала і утримувала каталоги за популярними пошуковими запитами. Каталоги були організовані за такими категоріями, як «Дівчата», «Розваги», «Спорт», «Порно», «Різне» і «Наукова фантастика». В цілому, Bomis.com за структурою нагадувала інші інтернет-каталоги. Але при цьому Bomis.com одним з перших почав використовувати дані під вільною ліцензією з Open Directory Project.

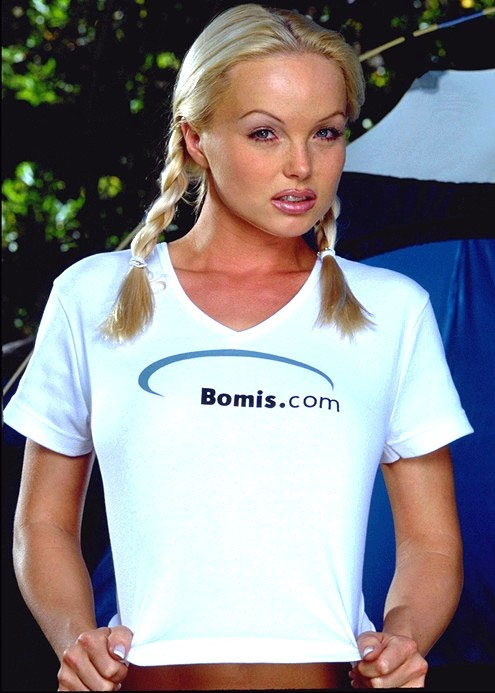
Порнозірка Сільвія Сейнт у футболці з логотипом Bomis.com

Bomis до 2005 року утримувала сайт Premium Bomis за адресою premium.bomis.com, що дозволяє передплатникам одержувати доступ до ексклюзивного порнографічного контенту.
До середини 2005 року Bomis також підтримував блог Новини Bomis про дівчат, який публікував новини і репортажі про зірок, моделей та індустрію «дорослих» розваг.
Крім порнографічних розділів і підтримки пошукового рушія, Bomis розвивав інтернет-проєкти, що підтримують об'єктивізм та інші лібертарно політичні напрямки, зокрема «Гніздо свободи» (англ. Freedom’s Nest), базу книг і цитат, і «Ми, що живемо» (англ. We the living) — найбільшу об'єктивістську інтернет-спільноту (на даний час не існує).

## Внесок у створення Нупедії та Вікіпедії
Найбільш відомий Bomis за своїм внеском у створення інтернет-енциклопедій з вільно поширюваним вмістом — Нупедії та Вікіпедії. Джиммі Вейлз створив Нупедію 2000 року, найнявши Ларрі Сенгера для управління і редагування статей проєкту. Через рік для доведення до завершення статей для Нупедії стартував проєкт, заснований на вікі-технології — Вікіпедія. Спочатку планована лише як допоміжний проєкт, Вікіпедія, що має менше перешкод для участі в ній, швидко переросла свого «батька» як за розмірами, так і за кількістю привернутої уваги.
Для цих проєктів Bomis утримував сервери і широкі канали зв'язку, виплачував зарплату Сенгеру як головному редактору і забезпечував іншу технічну підтримку, таку, як підтримку доменних імен. Однак зі зростанням популярності та вартості Вікіпедії, небажання демонструвати рекламу на сайті разом з необхідністю відповідності духу «відкритості» Вікіпедії призвело до появи нової моделі забезпечення енциклопедії.
Вперше створення Фонду Вікімедіа було анонсовано 20 червня 2002 року. У власність фонду було передано доменні імена та інтелектуальна власність. У той же час проєкт покинув Ларрі Сенгер, на відміну від Джиммі Вейлза, який зберіг ключову роль в управлінні фондом спільно з користувачами, обраними спільнотою Вікіпедії. Зараз фонд фінансує діяльність Вікіпедії (і споріднених проєктів) переважно з пожертвувань користувачів. Генеральний директор Bomis Тім Шелл був віце-головою Ради повірених Фонду Вікімедіа до грудня 2006 року, коли його посаду зайняв Ян-Барт де Фріде (англ. Jan-Bart de Vreede).